# Talsperre Doiras
Die Talsperre Doiras (spanisch Presa de Doiras) ist eine Talsperre mit Wasserkraftwerk in der Gemeinde Boal, Asturien, Spanien. Sie staut den Navia zu einem Stausee auf. Die Talsperre dient der Stromerzeugung. Sie wurde 1934 fertiggestellt. Die Talsperre ist im Besitz von Repsol und wird auch von Repsol betrieben.

## Absperrbauwerk
Das Absperrbauwerk ist eine Bogengewichtsmauer aus Beton mit einer Höhe von 89 (bzw. 94,6) m über der Gründungssohle. Die Mauerkrone liegt auf einer Höhe von 110 m über dem Meeresspiegel. Die Länge der Mauerkrone beträgt 165 m. Das Volumen der Staumauer beträgt 231.000 m³.
Die Staumauer verfügt sowohl über einen Grundablass als auch über eine Hochwasserentlastung. Über den Grundablass können maximal 62 m³/s abgeleitet werden, über die Hochwasserentlastung maximal 2393 m³/s. Das Bemessungshochwasser liegt bei 2100 m³/s.

## Stausee
Beim normalen Stauziel von 109 m erstreckt sich der Stausee über eine Fläche von rund 3,47 (bzw. 4,5) km² und fasst 97 (bzw. 115) Mio. m³ Wasser.

## Kraftwerke

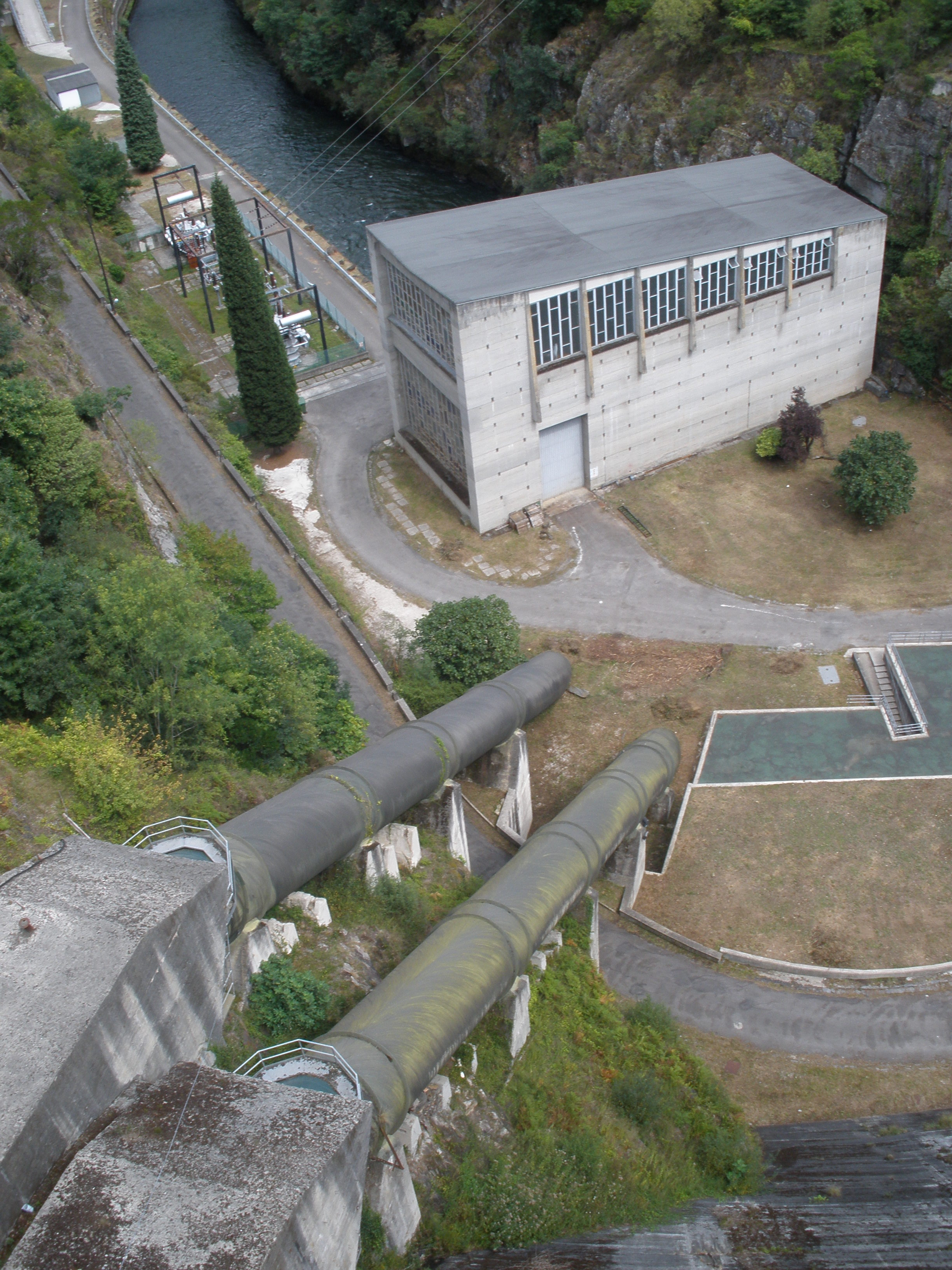
Die beiden Druckrohrleitungen des Kraftwerks Silvón

Repsol übernahm die beiden Kraftwerke Doiras und Silvón 2018 von Viesgo im Rahmen eines Kaufs mehrerer Kraftwerke. Die installierte Leistung der beiden Kraftwerke beträgt insgesamt 121 MW (Doiras 43 und Silvón 78 MW). Die durchschnittliche Jahreserzeugung der beiden Kraftwerke liegt bei zusammen 324 (bzw. 360) Mio. kWh.

### Kraftwerk Doiras
Die installierte Leistung des Kraftwerks beträgt 30 (bzw. 43 oder 43,2) MW; es ging 1933 (bzw. 1944) in Betrieb. Jede der drei Turbinen des Kraftwerks leistet maximal 14,4 MW. Das Maschinenhaus befindet sich ungefähr 300 m von der Staumauer entfernt auf der linken Flussseite.

### Kraftwerk Silvón
Die installierte Leistung des Kraftwerks lag ursprünglich bei 60 (bzw. 63 oder 66) MW; es wurde von 1955 bis 1958 errichtet. Das Maschinenhaus befindet sich ungefähr 50 m von der Staumauer entfernt.
Die beiden Maschinen des Kraftwerks gingen 1959 und 1964 in Betrieb. In den 2000er Jahren wurde eine Leistungssteigerung durchgeführt. Die ursprüngliche Leistung der beiden Turbinen lag bei jeweils 31,5 MW (die der Generatoren bei jeweils 35 MVA); der maximale Durchfluss lag bei 50 m³/s je Turbine. Nach der Modernisierung leisten die Francis-Turbinen jeweils maximal 39,3 (bzw. 40) MW (die Generatoren jeweils 42 MVA); der maximale Durchfluss wurde auf 65 m³/s je Turbine erhöht. Die Fallhöhe beträgt 78,6 m.